# Варварин (община)
Варварин (серб. Варварин) — община в Сербии, входит в Расинский округ.
Население общины составляет 18 871 человек (2007 год), плотность населения составляет 76 чел./км². Занимаемая площадь — 249 км², из них 69,9 % используется в промышленных целях.

## Состав общины
Административный центр общины — город Варварин. Община Варварин состоит из 21 населённого пункта, средняя площадь населённого пункта — 11,9 км².
Включает 1 город:
- Варварин

и 20 сельских населённых пунктов:
| - Бачина - Бошњане - Варварин село - Горњи Катун - Горњи Крчин | - Доњи Катун - Доњи Крчин - Залоговац - Избеница - Карановац | - Мала Крушевица - Мареново - Маскаре - Обреж - Орашје | - Пајковац - Парцане - Суваја - Тољевац - Церница |

## Статистика населения общины
| Год  | Население, чел. |
| ---- | --------------- |
| 1991 | 22 277          |
| 2001 | 20 293          |
| 2002 | 20 086          |
| 2003 | 19 895          |
| 2004 | 19 719          |
| 2005 | 19 469          |
| 2006 | 19 157          |
| 2007 | 18 871          |